# Saint-Martin-sur-Nohain
Saint-Martin-sur-Nohain este o comună în departamentul Nièvre din centrul Franței. În 2009 avea o populație de 397 de locuitori.

## Evoluția populației
| An        | 1975 | 1982 | 1990 | 1999 | 2006 | 2009 |
| --------- | ---- | ---- | ---- | ---- | ---- | ---- |
| Populație | 356  | 367  | 358  | 370  | 396  | 397  |